# Lomandra hastilis
Lomandra hastilis är en sparrisväxtart som först beskrevs av Robert Brown, och fick sitt nu gällande namn av Alfred James Ewart. Lomandra hastilis ingår i släktet Lomandra och familjen sparrisväxter. Inga underarter finns listade i Catalogue of Life.